# Kakaopulpe
Die Kakaopulpe ist das Fruchtfleisch der Kakaofrucht des Kakaobaumes.

## Beschreibung
Das Fruchtfleisch ist weiß und um die Kakaobohnen gehüllt, es schmeckt süß-säuerlich und ist vor allem in Brasilien kulinarisch vertreten. Dort wird nicht nur Saft daraus gepresst, es werden auch Gelees, Smoothies und kleine Kuchen hergestellt. Die Aromatik erinnert leicht an blumige Schokolade. Die Kakaofrüchte bestehen nur zu etwa 10 % aus Kakaobohnen und ca. 10 % Fruchtfleisch, die restlichen Kakaofruchtschalen werden größtenteils nicht verwertet. Aufgrund der besonderen Aromatik stellt die Pulpe einen wertvollen Rohstoff zur Entwicklung von Lebensmitteln dar.

## Vermarktung
Die Pulpe wird bisher auf dem internationalen Markt wenig verwertet, da die mikrobielle Stabilität nicht gegeben ist. Es werden verschiedene Verfahren getestet, diese für die internationale Vermarktung und für den Lebensmittelsektor nutzbar zu machen. Zur Stabilisierung werden verschiedene Ansätze basierend auf thermischen und fermentativen Verfahren untersucht. Anschließend soll die Pulpe als Rohstoff für unterschiedliche Lebensmittel, wie Konfitüre, Fruchtzubereitungen, Joghurt oder Getränke, verwendet werden.
Im Jahr 2021 brachte die Firma Ritter Sport eine Schokolade heraus, die nur mit dem Saft von Kakaofruchtfleisch gesüßt ist („Cacao y Nada“).

## Nutzung
Pulpe wird zurzeit vor allem in Brasilien, Mittel- und Südamerika kulinarisch verwertet. Kakaopulpe wurde schon zu Zeiten der Maya verzehrt.